# Џејмс Бјукенан
Џејмс Бјукенан (енгл. James Buchanan; Мерсерсбург, 23. април 1791 — Ланкастер, 1. јун 1868) је био петнаести председник Сједињених Америчких Држава и на овом положају је служио од 1857. до 1861. године. Он је све до сада једини председник из Пенсилваније и једини председник који се никада није оженио. Иако је био северњак имао је подршку Југа и тако је успео да победи Стивена А. Дагласа у оквиру Демократске странке. Када су јужне државе објавиле сецесију сматрао је да је она илегална али је такође сматрао за илегалан и рат који би био предузет против сецесије.